# Incomappleux River
Der Incomappleux River ist ein 67 km langer Fluss im Osten der kanadischen Provinz British Columbia.

## Flusslauf
Das Quellgebiet des Incomappleux River befindet sich an der Südwestflanke der Sir Donald Range in den Selkirk Mountains. Dort wird der Fluss vom Geikie-Gletscher auf einer Höhe von etwa 1600 m gespeist. Der Incomappleux River strömt anfangs 10 km in Richtung Westsüdwest, später in südlicher Richtung durch das Gebirge, bevor er in den 440 m hoch gelegenen Stausee Upper Arrow Lake mündet. Die oberen 17 km des Incomappleux River befinden sich innerhalb des Glacier-Nationalparks.

## Hydrologie
Seit der Fertigstellung des Hugh Keenleyside Dam 1968 am Columbia River und dessen Aufstau zu den Arrow Lakes mündet der Incomappleux River nicht mehr direkt in den Columbia River, sondern in den Beaton Arm, eine östliche Seitenbucht des Upper Arrow Lake. Durch den Aufstau verkürzte sich der Flusslauf um etwa 17 km. Das Einzugsgebiet des Incomappleux River umfasst ein Areal von 1020 km². Der mittlere Abfluss 4,5 km oberhalb der Mündung beträgt 55,8 m³/s. Die höchsten Abflüsse treten gewöhnlich zwischen Mai und August auf.